# Levenslied 's-Hertogenbosch
Levenslied 's-Hertogenbosch, kortweg Levenslied, is een vrij toegankelijk jaarlijks terugkerend muziekfestival in de Binnenstad van 's-Hertogenbosch. Het festival wordt altijd in de maand juli gehouden op de Markt van 's-Hertogenbosch. Op het festival treden vrijwel uitsluitend artiesten op die het levenslied zingen. De artiesten genieten regionale en landelijke bekendheid. 

## Geschiedenis
Levenslied 's-Hertogenbosch werd voor het eerst georganiseerd in 1997. Een aantal horecaondernemers aan de Markt van deze stad nam hiertoe het initiatief. Het evenement werd de eerste jaren georganiseerd door de stichting Beter Uit Den Bosch. Tegenwoordig is de organisatie in handen van Stichting Markt Evenementen Promotie Den Bosch. 
Het festival trekt ieder jaar enkele tienduizenden bezoekers. 
In de afgelopen edities hebben onder andere artiesten gestaan als Jan Smit, Nick & Simon, Corry Konings, Marianne Weber, Koos Alberts en Wolter Kroes. Om nieuw talent te promoten en te ontdekken is er ook een zangwedstrijd aan het festival verbonden.
In 2014 werd aan het weekend een nieuw evenement toegevoegd met de titel: Pretty in Pink.  

## Artiesten

### Levenslied Den Bosch 2005
Alex, Bonnie St. Claire, Huub Hangop, Jack van Raamsdonk, René Schuurmans, Wesley, Lesley Williams, Peter Beense, Charlené, Wolter Kroes, Arie Ribbens, Jan Smit, Albert West

### Levenslied Den Bosch 2006
Jan Smit, René Schuurmans, Grad Damen, L.Vis, Sjon & Esther, Alle 13 Jaanke, Het Gebroken Hartje, Trane met tuite.

### Levenslied Den Bosch 2007
Nick & Simon, Corry Konings, Jacques Herb, Imca Marina, Henk Damen, René Schuurmans, Addie Timmermans, Trane met tuite, Alexander, Jeffrey Kuipers, L.Vis, Lesley Williams, Marcel Ankone, Ron Besselink, Stef Ekkel.

### Levenslied Den Bosch 2008
Imca Marina, Lesley Williams, Frank van Etten, Frans Duijts, Trane met tuite, Bonnie St. Claire, 3JS, Wilbert (winnaar talentenjacht 2007), William

### Levenslied Den Bosch 2014
Peter Beense, Daantje, Henk Bernard, Samantha Steenwijk, Ron Besselink, John de Bever, Amanda Kohler, Danny & Angelique, Rienie van de Kerkhof, Kapalone, Wesley Ponsen, Henk Dissel, Jaman, Frans Duijts, Jack Verduyn, Rob Zorn, Diana Dekkers, Yosee, William Burg, Ferry de Lits

### Levenslied Den Bosch 2015
René Ulehake, Finale Typisch Talent 2015, Charelle, Django Wagner, Duonl, Amanda Kohler, William Burg, Karin Welsing, John de Bever, Marianne Weber, Frans Bauer